# Вогоња
Вогоња (итал. Vogogna) је насеље у Италији у округу Вербано-Кузио-Осола, региону Пијемонт.
Према процени из 2011. у насељу је живело 1434 становника. Насеље се налази на надморској висини од 222 м.

## Становништво
| 1931. | 1936. | 1951. | 1961. | 1971. | 1981. | 1991. | 2001. | 2011. |
| ----- | ----- | ----- | ----- | ----- | ----- | ----- | ----- | ----- |
| 1.679 | 1.651 | 1.975 | 2.063 | 2.130 | 1.944 | 1.837 | 1.702 | 1.751 |